# Giuseppe Zurria
Giuseppe Zurria, né le 26 février 1810 à Catane et mort le 14 septembre 1896 dans la même ville, est un mathématicien et académicien italien.

## Biographie
À partir de 1835, il est professeur de mathématiques sublimes à l'université de Catane. De cette université, il est doyen de la faculté et recteur.
Il est membre de l'Académie Gioenia et en assure la présidence pendant 15 ans. En 1882, il est nommé membre de l'Académie nationale des sciences.
Il est confronté à divers problèmes d'analyse. 